# Julius Richard Petri
Julius Richard Petri, pruski znanstvenik in zdravnik, * 31. maj 1852, Barmen, † 20. december 1921, Zeitz.
Petri je pruski bakteriolog, po katerem se imenuje posebna posoda, petrijevka, ki jo je razvil med tem, ko je bil laborant pri kemiku Robertu Kochu.
Leta 1889 je bil član cesarskega Zavoda za zdravstveno varstvo in vodja bakteriološkega laboratorija. V tem času je imel naziv vladnega svetovalca. Leta 1900 se je upokojil.

## Življenjepis
Petri je študiral medicino na Akademiji za vojaške zdravnike Kaiser - Wilhelm (1871-1875) in diplomiral leta 1876. Študij je nadaljeval v bolnišnici Charité  v Berlinu kot aktivni vojaški zdravnik do leta 1882, ko je delo nadaljeval kot rezervist.
Od 1877-1879 je bil dodeljen cesarskemu zdravstvenemu uradu (nemško: Kaiserliches Gesundheitsamt) v Berlinu, kjer je postal pomočnik Roberta Kocha. Po nasvetu Angeline Hesse iz New Yorka - žena drugega pomočnika Waltherja Hesseja, so začeli v Kochovem laboratoriju razvijati kulture bakterij na agar ploščah. Petri je nato izumil standardno kulturo ali Petri ploščo, in v nadaljevanju tehniko gojenja kulture za očiščevanje ali kloniranje bakterijskih kolonij, ki izhajajo iz posameznih celic. Tako je bilo mogoče natančno določiti bakterije, odgovorne za posamezne bolezni.